# Liste des cathédrales du Salvador
Cet article recense les cathédrales du Salvador.

## Liste
- Cathédrale métropolitaine de San Salvador
- Cathédrale Saint-Anne de Santa Ana